# 印尼華人國籍問題
印尼華人國籍問題，泛指在印尼獨立後，由於排華政策，以及中华人民共和国国籍法的改變，造成的國籍不明現象，這現象令各地印尼華人，都面臨各種不同的法律問題。

## 海外華人的中國國籍認定

### 清政府
根据《大清国籍条例》，生而父为中国人者，生于父死后而父死时为中国人者，为中国籍。

### 中華民國
根據《中華民國國籍法》，其出生時父或母為中華民國國民或出生於父或母死亡後，其父或母死亡時為中華民國國民者，皆屬中華民國籍。

### 中華人民共和國
《中华人民共和国国籍法》第五条规定，父母双方或一方为中国公民，本人出生在外国，具有中国国籍；但父母双方或一方为中国公民并定居在外国，本人出生时即具有外国国籍的，不具有中国国籍。

## 印尼華人國籍問題的歷史

### 印尼獨立前
清朝時代，只要是來自中國的移民者及其後裔，都會被認定為大清國的子民。中華民國成立後，中華民國政府繼承以屬人主義為主的國籍認定法律，並以此制定《中華民國國籍法》。直至今天，許多印尼華人仍然被界定為中華民國籍的僑民。
但與此同時，統治印尼的荷蘭王國，採用出生地主義國籍法，任何在印度尼西亞出生的人，都會被認定為荷蘭臣民（英語：Dutch subject），而清政府與荷蘭政府之間，曾就這問題所引發的領事保護權問題發生糾紛。印尼獨立前出生的華人，有權同時申領中華民國護照，以及荷蘭發出的護照。

### 印尼獨立後

#### 中華人民共和國与印尼的雙重國籍協定
由於《中华民国国籍法》遺留的問題，令印尼華人在印尼獨立後，身份非常尷尬。當時中華人民共和國政府，為了爭取印尼的支持，在1955年萬隆會議後，於印尼萬隆簽署《中華人民共和國和印度尼西亞共和國關於雙重國籍問題的條約》，容許持有雙重國籍的華人，在條約簽署後2年內，或未成年人成年時選擇印尼國籍或中國國籍。由於中國當局的鼓勵，不少印尼華人的子女，都選擇了印尼國籍。

#### 1958年国籍法
1958年7月29日，印尼颁布了《1958年第62号法令：关于印度尼西亚共和国国籍》，其原则以血统主义为主，入籍手续繁琐。《1958年第62号法令》的入籍条件规定必须在印尼连续居住十年、会讲印尼語、熟悉印尼语文、历史、地理以及具备证明身份的各种证件等，实际上拒絕很多新客華人於入籍大门之外。
近一半的印尼华人在當時未能获得印尼公民身份，要么是因为继续忠于中華人民共和國或中華民國，要么是因为获得公民身份文件存在困难。此外，未在中華人民共和國和印尼共和國國籍二選一的親中華民國人士自動變為無國籍人士。印尼政府拒絕向前往中華民國升學的華人簽發返回印尼的簽證，並取締印尼的親中華民國活動。
1965年印尼九三零事件後，印尼單方面終止有關协定，令印尼華人國籍問題懸而不決，直至1980年代開始放寬入籍條件。

#### 中華人民共和國國籍法
1980年9月10日《中华人民共和国国籍法》通过并公布施行。

#### 1980年代放寬入籍條件
1980年代之後的新秩序政府不斷降低外籍華人歸化入籍的門檻。1980年，苏哈托新秩序政府规定凡在印尼居住满5年以上的外國公民，均可申请改籍或歸化入籍，并降低申请费用，大量華僑紛紛加入印尼國籍。

#### 2006年的新印尼國籍法
2006年7月11日，印尼國會通過新的國籍法， 1958年国籍法徹底廢除，不再具有法律效力，華裔終享國民待遇。《2006年第12號政令》修改了印尼原住民定義。根據新定義，任何人在印尼出生，並未有自願地接受其他國家國籍，都是印尼公民。而新國籍法亦以1945年憲法作為基礎，而不是以1950年的臨時憲法作基礎。
由於新國籍法的定義，除了廢除華人在印尼被歧視的地位，而且持有印尼出生證明，而未有接受第三國國籍的印尼華人，都會重獲印尼國籍，印尼華人國籍問題，在印尼本土地區，大致告一段落。而新的印尼國籍法，亦徹底取代了歧視華人的《1958年第62號政令》，自此以後，印尼國籍證的法定地位，亦正式廢除。但有消息指，一些政府官员并不了解新法律的条款，一些印尼华裔仍受歧视性的待遇。